# Veias cerebelares inferiores
As veias cerebelares inferiores, também chamadas de veias cerebelares dorsais, são veias do cerebelo. Elas atendem o seio transverso, seio petroso superior e seio occipital.
São maiores que as veias cerebelares superiores.
Elas podem ser afetadas por enfarte ou trombose, e podem também funcionar como local de drenagem de fístulas anormais.